# Хитиаш (Тимиш)
Хитиаш (рум. Hitiaș) насеље је у Румунији у округу Тимиш у општини Раковица. Oпштина се налази на надморској висини од 101 m.

## Прошлост
По "Румунској енциклопедији" место се помиње 1428. године, у вези неког племића Емерика. По ослобођењу од Турака 1717. године пописано је у месту "Адиаш" 50 домова. Стара црква брвнара подигнута након 1770. године срушена је 1902. године. Нова црква грађена 1900. године посвећена је Васкрсењу Христовом.
Аустријски царски ревизор Ерлер је 1774. године констатовао да место "Хитијаш" припада Тамишком округу, Чанадског дистрикта. Становништво је било претежно влашко. Када је 1797. године пописан православни клир ту су два свештеника. Пароси, поп Игњатије Грујевић (рукоп. 1771) и поп Мартин Јаковић (1789) служили су се само румунским језиком.

## Становништво
Према подацима из 2002. године у насељу је живело 881 становника.

### Попис2002.
| Расподела становништва по националности 2002.‍ | Расподела становништва по националности 2002.‍ | Расподела становништва по националности 2002.‍ | Расподела становништва по националности 2002.‍ | Расподела становништва по националности 2002.‍ |
| --------------------------------------------- | --------------------------------------------- | --------------------------------------------- | --------------------------------------------- | --------------------------------------------- |
|                                               |                                               |                                               |                                               |                                               |
| Румуни                                        | Румуни                                        |                                               | 868                                           | 99,1%                                         |
| Мађари                                        | Мађари                                        |                                               | 8                                             | 0,9%                                          |